# Slobodan Kovačević
Slobodan Kovačević, född 29 december 1946, död 22 mars 2004 var en bosnisk musiker, framför allt känd för att ha spelat gitarr i bandet Indexi.